# 线叶筋骨草
线叶筋骨草（学名：Ajuga linearifolia），为唇形科筋骨草属下的一个植物种。